# シャッキシャキの転校生
「シャッキシャキの転校生」（シャッキシャキのてんこうせい）は、日本の楽曲。作詞：古市カオル、作曲：古市哲太郎、編曲：高橋城、歌：川崎少年少女合唱団。1980年12月から1981年1月まで、NHK『みんなのうた』で放送され、同番組のテレビ放送に使用されたアニメ映像は堀口忠彦が製作を手がけた。

## 概要
学校に転校してきたリボンをつけた女の子が男の子と運動場でかけ比べをして一緒に過ごし、帰る頃にはにわか雨が降ってきたとの出来事を描いた楽曲である。放送では2番（女の子が男の子の隣の席に座った様子）が省略された。
本放送終了以降の再放送はなされていなかったが、2011年から行われている「みんなのうた発掘プロジェクト」により視聴者からの映像の提供を受け、2012年3月26日深夜に放送された『みんなのうた発掘スペシャル』にて32年ぶりの再放送が行われ、2015年4月には本放送から35年ぶりに定時番組での再放送が行われた。